# Whigfield
Whigfield, pseudonimo di Sannie Charlotte Carlson (Skælskør, 11 aprile 1970), è una cantante danese.

## Biografia
Sannie ha vissuto parte della sua infanzia in Africa con la sua famiglia, tornando poi nel suo paese natale. 
Ha viaggiato in Italia dove ha lavorato come modella fino a quando, nel 1993 ha partecipato a un'audizione dove è stata scelta per essere l'immagine principale del progetto musicale Whigfield. 
Debutta nello stesso anno con il primo singolo, Saturday Night, una canzone di genere eurodance prodotta da Larry Pignagnoli, Davide Riva e Annerley Gordon (alias Ann Lee), che è stata la voce principale dal 1992 al 2011. La canzone diventa un grande successo in Europa dando notevole fama a Sannie che ha lavorato solo come modello di immagine o lip sync model. 
Legati a questo singolo sono anche alcuni record, tra cui quello di essere stata la prima artista non inglese a debuttare alla posizione numero 1 della classifica britannica dei singoli. 
Forte di questo successo, l'anno successivo pubblica il suo album d'esordio, Whigfield (album), che contiene il singolo della stagione precedente. 
In seguito Whigfield ha continuato ad incidere dei singoli dance. Tra quelli di maggior successo dopo Saturday Night si ricordano Another Day, Think Of You, Big Time, Sexy Eyes, Gimme Gimme, No Tears To Cry. Inoltre ha prodotto altri quattro album in studio, tre greatest hits e un album di remix. Nell'estate del 2004 torna con Was A Time che ha un buon successo. L'ultimo e quinto disco in studio è stato pubblicato nell'ottobre 2007 ed intitolato All in One che contiene, oltre a delle rielaborazioni dei suoi vecchi successi, anche due inediti intitolati Rainbow e Right in the Night. Nel gennaio 2011 viene pubblicato il singolo To Feel Alive prodotto in collaborazione con Oral Tunerz, mentre a giugno viene annunciato il quinto album di inediti di Whigfield, trainato dal primo singolo C'est Cool. 
Nel febbraio 2018 Sannie partecipa al Dansk Melodi Grand Prix con la canzone Boys on girls, ma alla fine è stata squalificata. 
Sannie ha iniziato a cantare e scrivere testi per alcune canzoni con Benassi Bros. nel 2005 con il nome d'arte Naan e nel 2011 come Whigfield.

## Discografia

### Album in studio
- 1995 - Whigfield (album)|Whigfield
- 1997 - Whigfield II
- 2000 - Whigfield III
- 2002 - Whigfield IV
- 2005 - Dance With Whigfield
- 2007 - All in One
- 2012 - W
- 2012 - W Pro

### Raccolte
- 2005 - Waiting For Saturday Night - Her Greatest Hits
- 2005 - Greatest Hits
- 2006 - Greatest Remix Hits

### Singoli
- 1993 - Saturday Night
- 1994 - Another Day
- 1995 - Think Of You
- 1995 - Close To You
- 1995 - Big Time / Last Christmas
- 1996 - Sexy Eyes
- 1996 - I Want To Love
- 1996 - Megamix
- 1996 - Last Christmas / Close To You
- 1996 - Gimme Gimme
- 1997 - Baby Boy
- 1997 - No Tears To Cry
- 1998 - Givin' All My Love
- 1998 - Sexy Eyes Remixes
- 1999 - Happy Maravilha' 99 (con Santamaria)
- 1999 - Be My Baby
- 2000 - Doo-Whop
- 2000 - Much More
- 2002 - Gotta Getcha
- 2002 - Amazing and Beautiful / My My
- 2004 - Was A Time
- 2008 - Right in the Night (cover dei Jam & Spoon)
- 2011 - To Feel Alive con Oral Tunerz
- 2011 - C'est Cool
- 2012 - 4Ever
- 2012 - Jeg Kommer Hjem
- 2020 - Suga